# Taisir Al-Jassim
Taisir Jabir Al-Jassim (arabiska: تيسير جابر الجاسم), född 25 juli 1984 i al-Hasa, är en saudisk fotbollsspelare som spelar för Al-Ahli i Saudi Professional League. Han representerar även Saudiarabiens fotbollslandslag.